# Обеденный клуб
Обеденный клуб (обеденное общество) — это социальная группа, обычно требующая членства, в рамках которой люди встречаются на постоянной основе, чтобы есть, пить алкоголь и обсуждать различные темы. Обеденные клубы отличаются от джентльменских клубов тем, что не имеют постоянного помещения, поэтому часто меняют место проведения.

## Общества Пирса Гавестона
Одним из популярных английских обеденных клубов является оксфордское общество Пирса Гавестона. Оно основано в 1977 году и названо в честь фаворита и предполагаемого любовника короля Эдуарда II. Девиз клуба «Fane non memini ne audisse unum alterum ita dilixisse». В переводе с латинского: «Воистину, никто не помнит, как слышал о человеке, который так сильно наслаждается другим».
Общество стало известным после скандала с премьер-министром Великобритании Дэвидом Кэмероном. Как сказал Daily Mail анонимный источник, во время церемонии инициации будущий премьер-министр поместил свой приватный анатомический орган в мёртвую свинью. Этот поступок упоминался в биографии миллиардера Майкла Эшкрофта «Зовите меня Дэйв». По слухам, члены Пирса Гавестона устраивали оргии, а также регулярно употребляли наркотики.

## Общество Буллингдона
Члены этого общества носили униформу, сшитую на заказ. Она могла стоить тысячи фунтов, чтобы затруднить членство обычных студентов. Буллингдону до сих пор запрещено встречаться в радиусе 15 миль от Крайст-Чёрч после того, как его члены разбили 400 окон в колледже в 1927 году.
В скандале, связанном с этим обществом, также фигурировал Джеймс Кэмерон. Публикация его биографии The Independent of Sunday журналистами Фрэнсиса Эллиотта и Джеймса Ханнинга подогрела разговоры о юности премьер-министра. Кэмерон отказался от комментариев, сказав: «Как и многие люди, я в молодости делал вещи, которые не следовало делать, и о которых я сожалею».
Среди членов общества числился также Борис Джонсон и другие уважаемые люди: партнёр в Goldman Sachs Себастьян Григг, сын лорда Нортборна Себастьян Джеймс и директор эдинбургской компании по недвижимости Rettie and Co.